# Урбана (Міссурі)
Урбана (англ. Urbana) — місто (англ. city) в США, в окрузі Даллас штату Міссурі. Населення — 387 осіб (2020).

## Географія
Урбана розташована за координатами 37°50′36″ пн. ш. 93°10′3″ зх. д. / 37.84333° пн. ш. 93.16750° зх. д. (37.843454, -93.167562).  За даними Бюро перепису населення США в 2010 році місто мало площу 2,49 км², уся площа — суходіл.

## Демографія
Згідно з переписом 2010 року, у місті мешкало 417 осіб у 163 домогосподарствах у складі 111 родини. Густота населення становила 167 осіб/км².  Було 200 помешкань (80/км²).
Расовий склад населення:
| - 98,1 % — білих - 0,5 % — корінних американців |

До двох чи більше рас належало 1,4 %. Частка іспаномовних становила 0,7 % від усіх жителів.
За віковим діапазоном населення розподілялося таким чином: 25,9 % — особи молодші 18 років, 54,7 % — особи у віці 18—64 років, 19,4 % — особи у віці 65 років та старші. Медіана віку мешканця становила 38,6 року. На 100 осіб жіночої статі у місті припадало 87,8 чоловіків;  на 100 жінок у віці від 18 років та старших — 91,9 чоловіків також старших 18 років.
Середній дохід на одне домашнє господарство  становив 31 407 доларів США (медіана — 24 861), а середній дохід на одну сім'ю — 42 037 доларів (медіана — 35 833). За межею бідності перебувало 36,9 % осіб, у тому числі 63,3 % дітей у віці до 18 років та 15,7 % осіб у віці 65 років та старших.
Цивільне працевлаштоване населення становило 115 осіб. Основні галузі зайнятості: освіта, охорона здоров'я та соціальна допомога — 22,6 %, роздрібна торгівля — 20,0 %, мистецтво, розваги та відпочинок — 18,3 %.